# Ikechukwu Kalu
Ikechukwu Kalu (Kaduna, Nigeria, 18 de abril de 1984) es un futbolista nigeriano. Juega de delantero y su actual equipo es el KS Teuta Durrës de la Kategoria Superiore de Albania. 

## Selección nacional
Ha sido internacional con la Selección de fútbol de Nigeria, ha jugado 3 partidos internacionales y anotado un gol.

## Clubes
| Club            | País    | Año       |
| --------------- | ------- | --------- |
| UC Sampdoria    | Italia  | 2000-2002 |
| Pro Patria      | Italia  | 2002-2004 |
| Pisa Calcio     | Italia  | 2004-2005 |
| FC Chiasso      | Suiza   | 2005-2007 |
| Sampdoria       | Italia  | 2007-2008 |
| AC Bellinzona   | Suiza   | 2008-2009 |
| FC Chiasso      | Suiza   | 2010-2011 |
| AC Bellinzona   | Suiza   | 2013      |
| KS Teuta Durrës | Albania | 2014      |

- Datos: Q1396280